# Phaeophilacris vicina
Phaeophilacris vicina är en insektsart som beskrevs av Lucien Chopard 1969. Phaeophilacris vicina ingår i släktet Phaeophilacris och familjen syrsor. Inga underarter finns listade i Catalogue of Life.